# Phaeodothis tricuspidis
Phaeodothis tricuspidis är en svampart som beskrevs av Syd. & P. Syd. 1904. Phaeodothis tricuspidis ingår i släktet Phaeodothis och familjen Montagnulaceae.   Inga underarter finns listade i Catalogue of Life.